# Kasteel van Leut
Het kasteel van Leut (ook: Kasteel Vilain XIIII) is een kasteel in de Belgisch Limburgse plaats Leut, gelegen in een parkachtig bos vlak bij de Maas.

## Geschiedenis
Er was op deze plaats reeds sprake van een primitieve burcht in de 13e of 14e eeuw. Deze werd gebouwd door de familie Van Tongeren, welke van 1202 tot 1383 hier heerste. Er zijn van dit gebouw geen overblijfselen bewaard, maar de grote diameter van de huidige zuidoostelijke ronde hoektoren toont aan dat deze op een oudere - ronde - structuur werd gebouwd. Dit zou een vijf verdiepingen tellende toren hebben betroffen.
In 1475 kwam de heerlijkheid Leut aan Godard van Vlodrop, die ook heer van Dalenbroek en Mettekoven was. In 1485 was Willem van Vlodrop heer van Leut. In dit jaar werden het dorp en het kasteel platgebrand tijdens de vete tussen prins-bisschop Johan van Horne en het Huis van der Mark.
Vermoedelijk was het kasteel toen in een dermate slechte staat dat, in elk geval tussen 1485 en 1537, een nieuw, zeshoekig kasteel werd gebouwd in de vorm van een waterburcht. Een prent uit 1561 toont twee grachten met een portiershuisje rond een kasteel met plompe torens. Van deze bouwfase resten nog de mergelstenen delen van het huidige kasteel, te weten de twee ronde hoektorens, de twee vierkante torens van het dienstengebouw, en enkele muurresten. Wellicht bouwden de Spanjaarden het slot later nog verder uit tot een fortificatie.
Eind 17e eeuw volgde een derde bouwfase. Mogelijk werd deze uitgevoerd door Adriaan Gustave van Vlodrop, die van 1664 tot 1698 heer was van Leut, of door diens opvolger, Karel Vlodrop-Wartensleben. Een groot deel van het mergelstenen kasteel werd afgebroken en vervangen door een U-vormig landhuis, waarbij slechts de twee ronde hoektorens nog herinnerden aan het voormalig defensief gebruik. Het bakstenen landhuis heeft kenmerken van de Lodewijk XIV-stijl.
Omstreeks deze tijd legde Adriaan Gustave bij het kasteel ook een classicistisch sterrenpark aan. Hij had daarvoor een compact grondgebied verkregen door het kopen of permuteren van land, bijna uitsluitend gelegen op het "Meulenend". Enkele jaren later was er dan ook sprake van een "nieuwen casteelwegh gaende nae de wintmeulen". Statige hoofddreven, vertrekkend uit het zuiden, westen en oosten, kruisten elkaar vlak voor het slot. Ze symboliseerden de macht van de heer over de drie dorpen van de Rijksheerlijkheid Leut – Eisden – Meeswijk. De Ferrariskaart beeldt een strak geometrisch geordend park af, met kenmerken van de Franse tuin.
In de 18e eeuw geraakte het kasteel in verval. In 1753 was de heerlijkheid Leut van de familie Van Vlodrop door koop overgegaan op het geslacht Van Meeuwen, een katholieke adellijke familie uit Maastricht die ook de heerlijkheden Hartelstein en Raven bezat. Willem van Meeuwen luidde de vierde bouwfase in, in classicistische trant en met rococo-elementen. Ook het interieur werd in deze stijl aangepast en uit deze tijd stammen de oudste nog bestaande onderdelen van het interieur, zoals een trap in rococostijl. Ook de heden nog bestaande dienstgebouwen dateren uit deze periode.
Het kasteel kwam uiteindelijk in bezit van het geslacht de Billehé de Valensart en, in 1822 kwam het kasteel, door huwelijk van Pauline de Billehé de Valensart met de Gentse graaf Charles Vilain XIIII, in bezit van het geslacht Vilain XIIII. Ook toen werd er nog verbouwd, met name de op de Maas gerichte oostgevel.
Charles Vilain XIIII was betrokken bij de oprichting van het onafhankelijke België in 1830. Hij was diplomaat, katholiek Kamerlid voor onder meer het arrondissement Tongeren-Maaseik en nadien minister van Buitenlandse Zaken. Het kasteel droeg voortaan zijn naam. De Franse geometrische stijl raakte begin 19de eeuw uit de mode en graaf Vilain XIIII gaf in 1830 de destijds befaamde landschapsarchitect Charles-Henri Petersen (1792-1859) de opdracht voor een “Plan Générale des Embellissements de la Campagne de Leuth”. Petersen ontwierp een Engels landschapspark. In de directe omgeving van het kasteel kwam een “gesloten” tuin met bossen, fruitweiden en een lange loofgang. Deze leidde naar de zeven beuken, telkens geplant als aandenken bij de geboorte van Vilains zeven dochters. Dit gedeelte ging dan over in een grootser open park met kronkelende paden en exotische bomen zoals de libanonceder en de mammoetden. Het plan van Petersen werd maar gedeeltelijk uitgevoerd. De oorspronkelijke dreven met eiken, linden en kastanjebomen bleven behouden.

### Het kasteel als hospitaal
Charles Vilain XIIII overleed op 16 november 1878 en zijn erfenis werd verdeeld onder de nog levende dochters. Louise (1835-1905), de zesde dochter, erfde het kasteel en 176 hectare grond. Gravin Louise verbleef in Leut tot 1892 en verhuisde dan naar Gent. Toen ze in 1905 overleed, ging het kasteel over in handen van haar zussen die in 1905 in Parijs woonden. Philippine (1838-1919), de jongste, was gedomicilieerd in Leut. 
Toen zij overleed werd Georgine Vilain XIIII (1833-1924) eigenares, die door het leven ging als barones de Brigode, want ze was gehuwd geweest met baron Adrien de Brigode de Kemlandt (1829-1860), telg uit een vooraanstaande familie uit Frans Vlaanderen. Zij verkocht het kasteel op 20 maart 1920 aan de Steenkoolmijn van Eisden die het inrichtte als Hospitaal Vilain XIIII.
In 1957 werd er een nieuwe vleugel bijgebouwd. Na de sluiting van het ziekenhuis eind jaren tachtig van de 20e eeuw werd er een verpleeghuis voor bejaarden in ondergebracht. Het kasteel, het park en de dreven werden als monumenten geklasseerd.
In het kasteel en de bijgebouwen waren tot voor kort een horecabedrijf en een antiekwinkel gevestigd, in het hoofdgebouw werden regelmatig klassieke concerten gegeven. Het kasteel werd in 2021 verkocht aan de Vlaamse overheidsinstelling Toerisme Vlaanderen, met de bedoeling het te renoveren en er een nieuwe bestemming aan te geven. Tegen 2029 zou het kasteel te bezoeken zijn, komt er een b&b en wordt het park in ere hersteld.

## Trivia
- In de rentmeesterswoning bij het kasteel werd op 1 november 1789 Elisabeth Gruyters geboren, de dochter van de rentmeester Nicolaas Gruyters. In 1837 stichtte zij te Maastricht de nog bestaande kloosterorde van de Zusters onder de Bogen. In mei 2012 werd ter harer ere een deel van de Dreef rond het kasteel van Leut omgedoopt tot Elisabeth Gruytersdreef.
- Bij het Beleg van Maastricht (1794) door de Franse revolutionaire troepen tijdens de Eerste Coalitieoorlog, koos de Franse generaal Jean-Baptiste Jules Bernadotte het kasteel van Leut als residentie. Bernadotte werd later maarschalk van Frankrijk in het leger van Napoleon en was als Karel XIV Johan van Zweden en Karel III Johan koning van Noorwegen, stichter van het huidige Zweedse koningshuis.

## Galerij

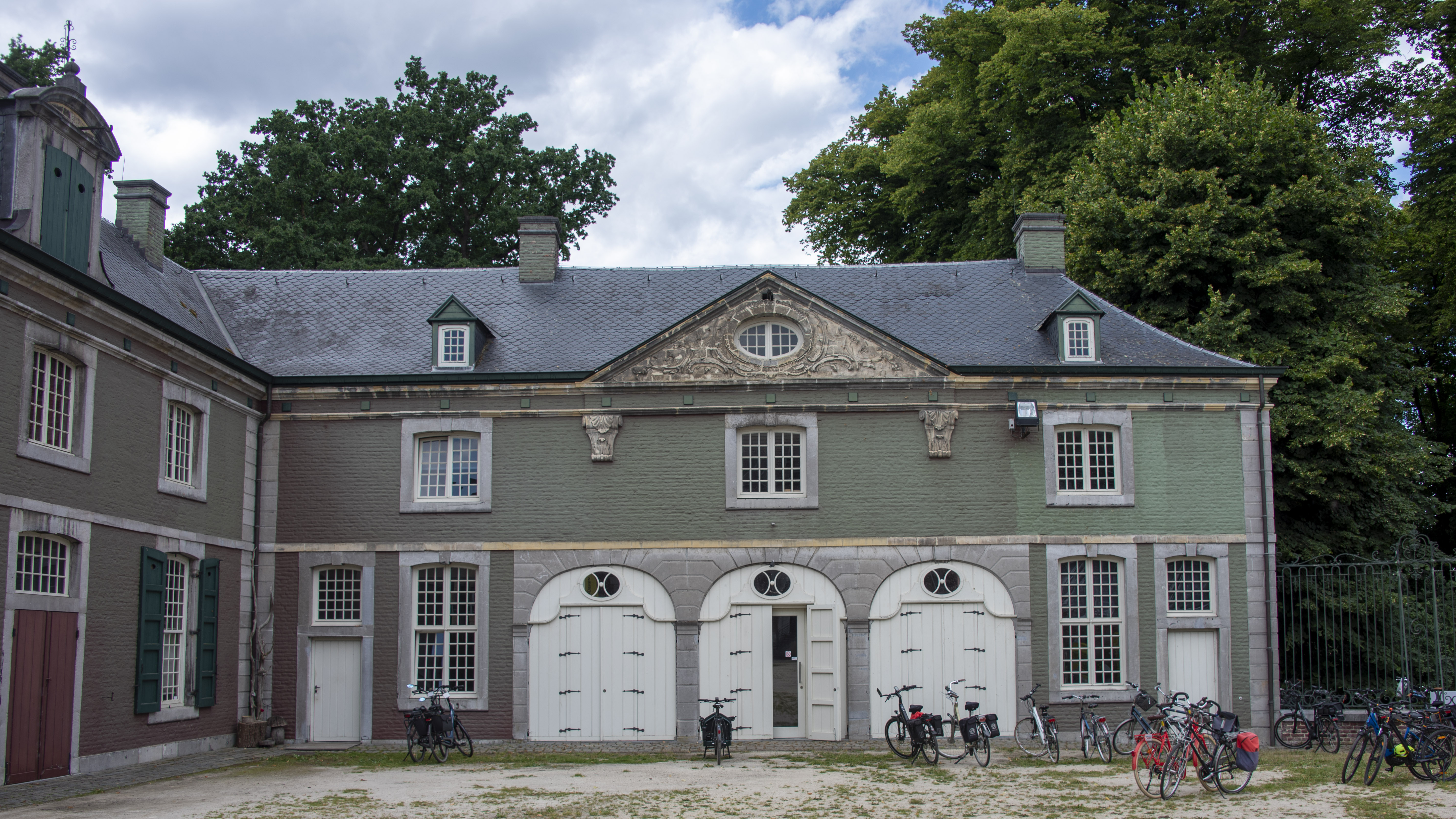
Rentmeesterhuis
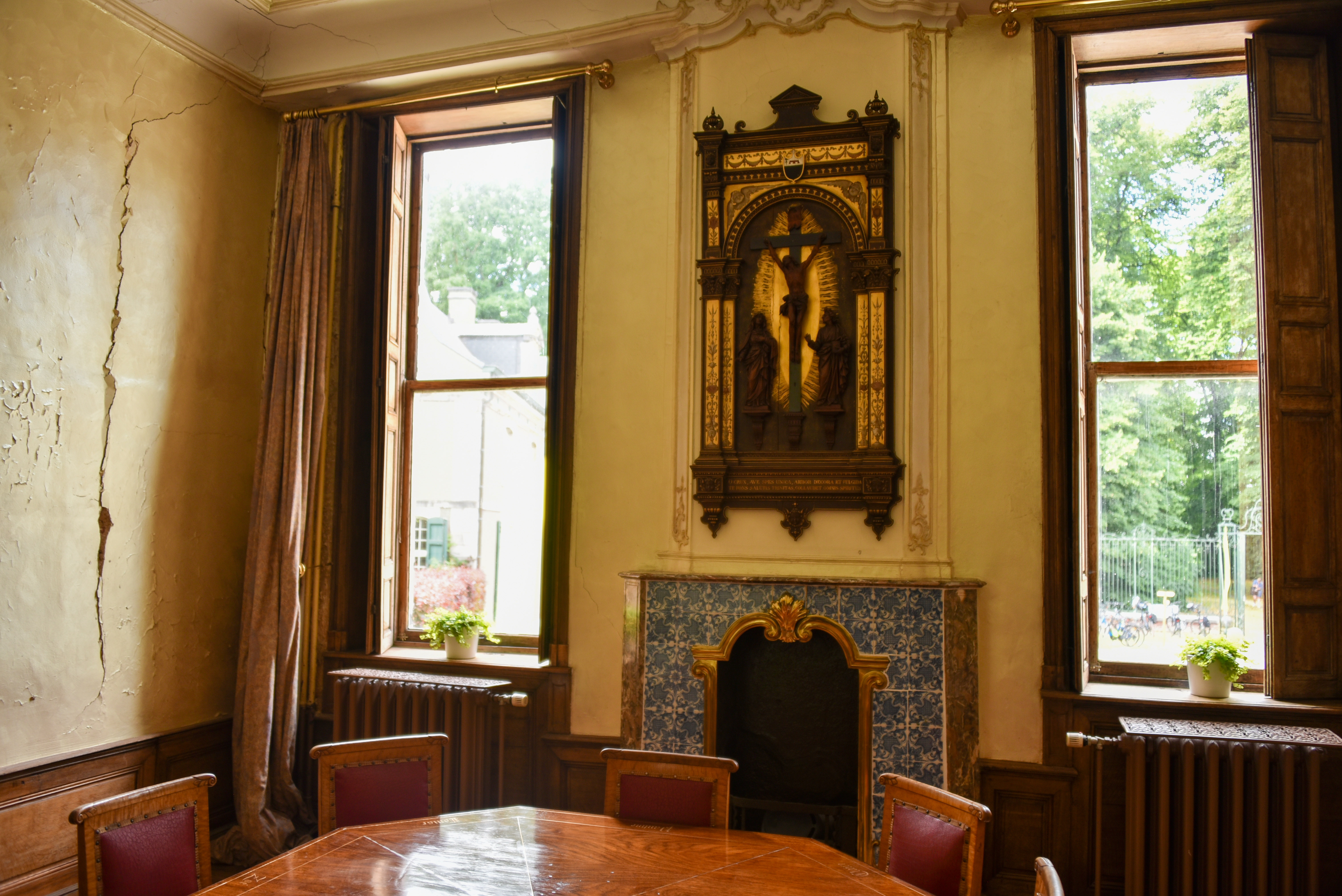
Interieur
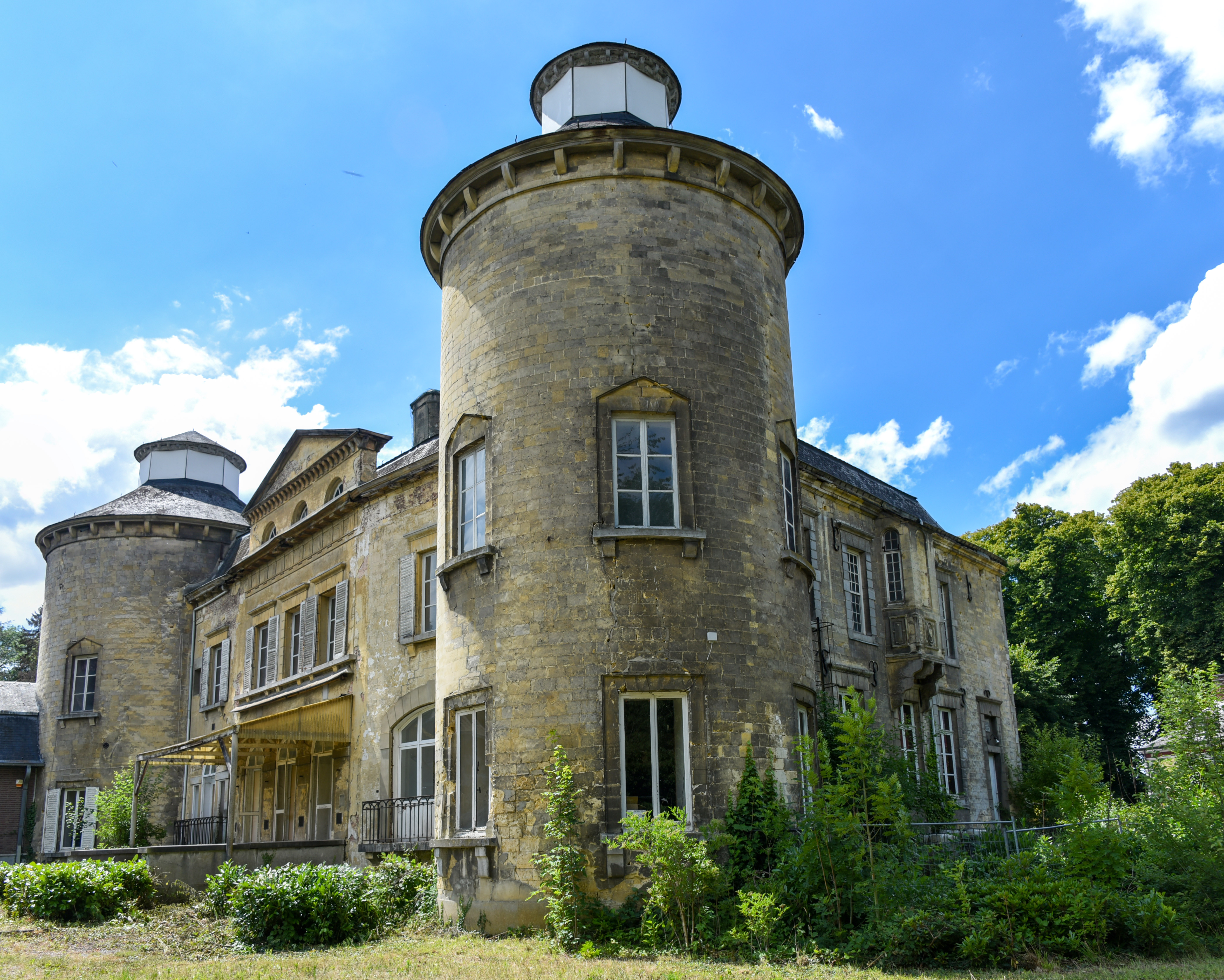
Hoektorens
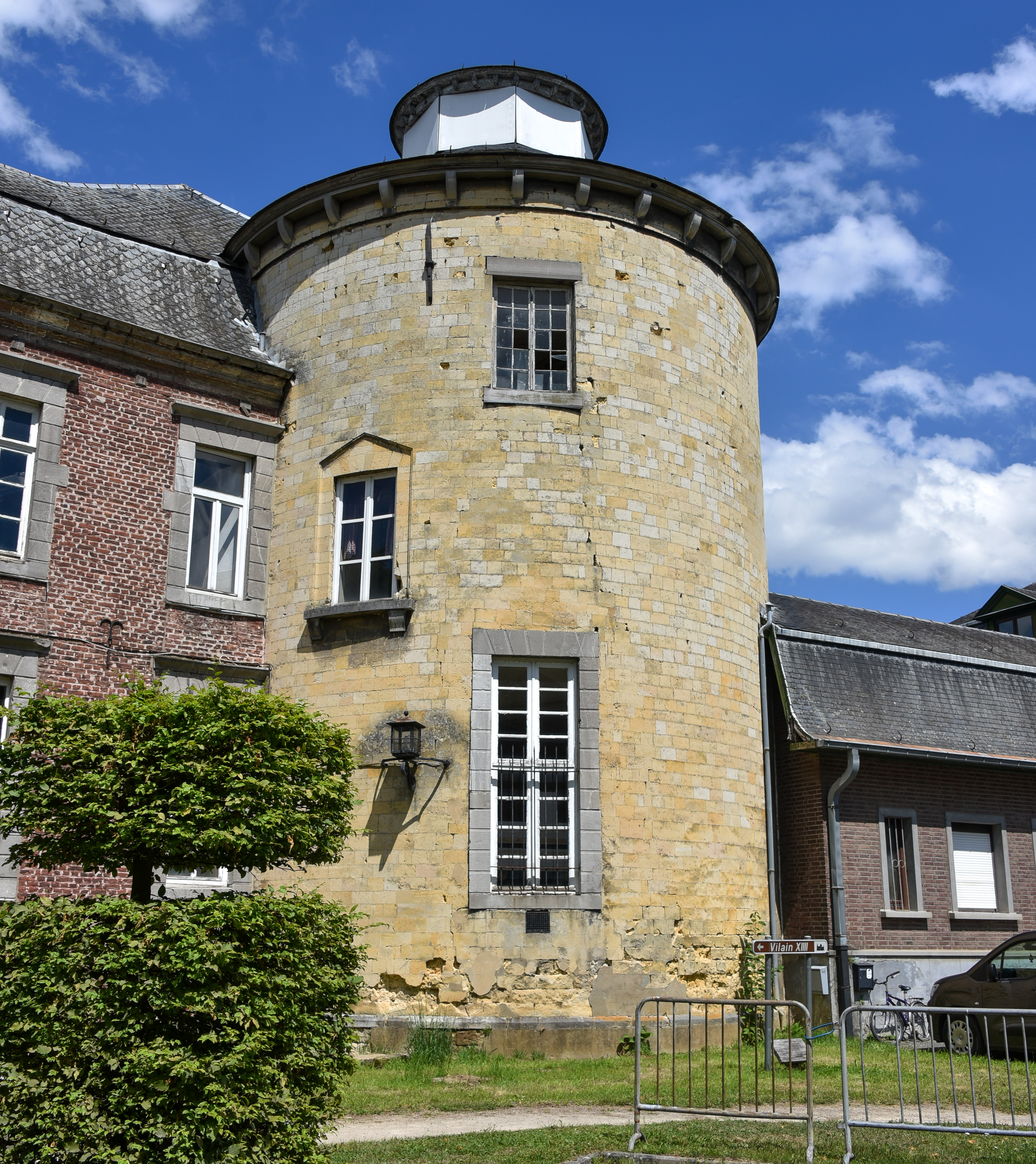
Noordoostelijke hoektoren (ca. 1500)
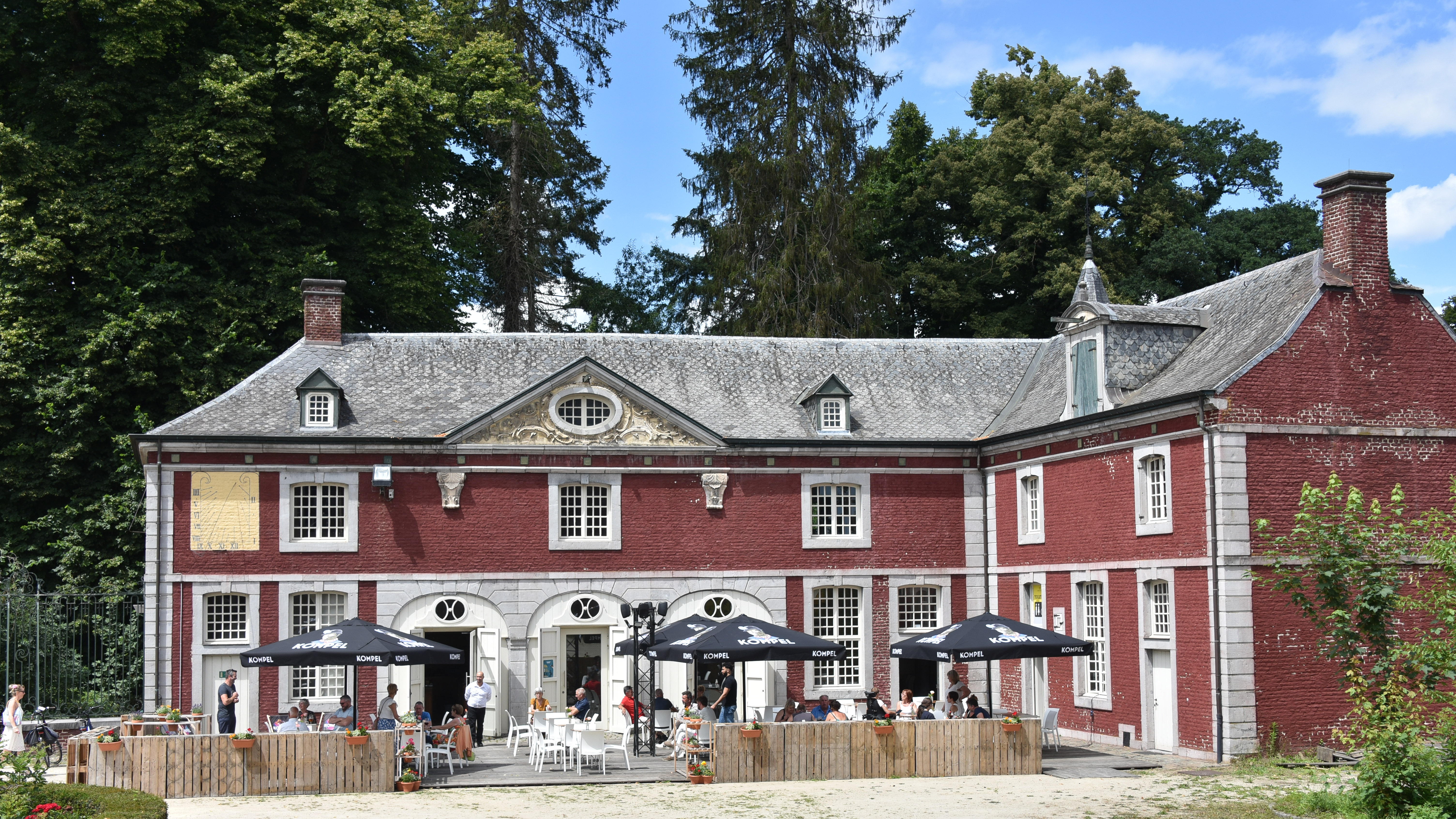
Koetshuis (18e eeuw)
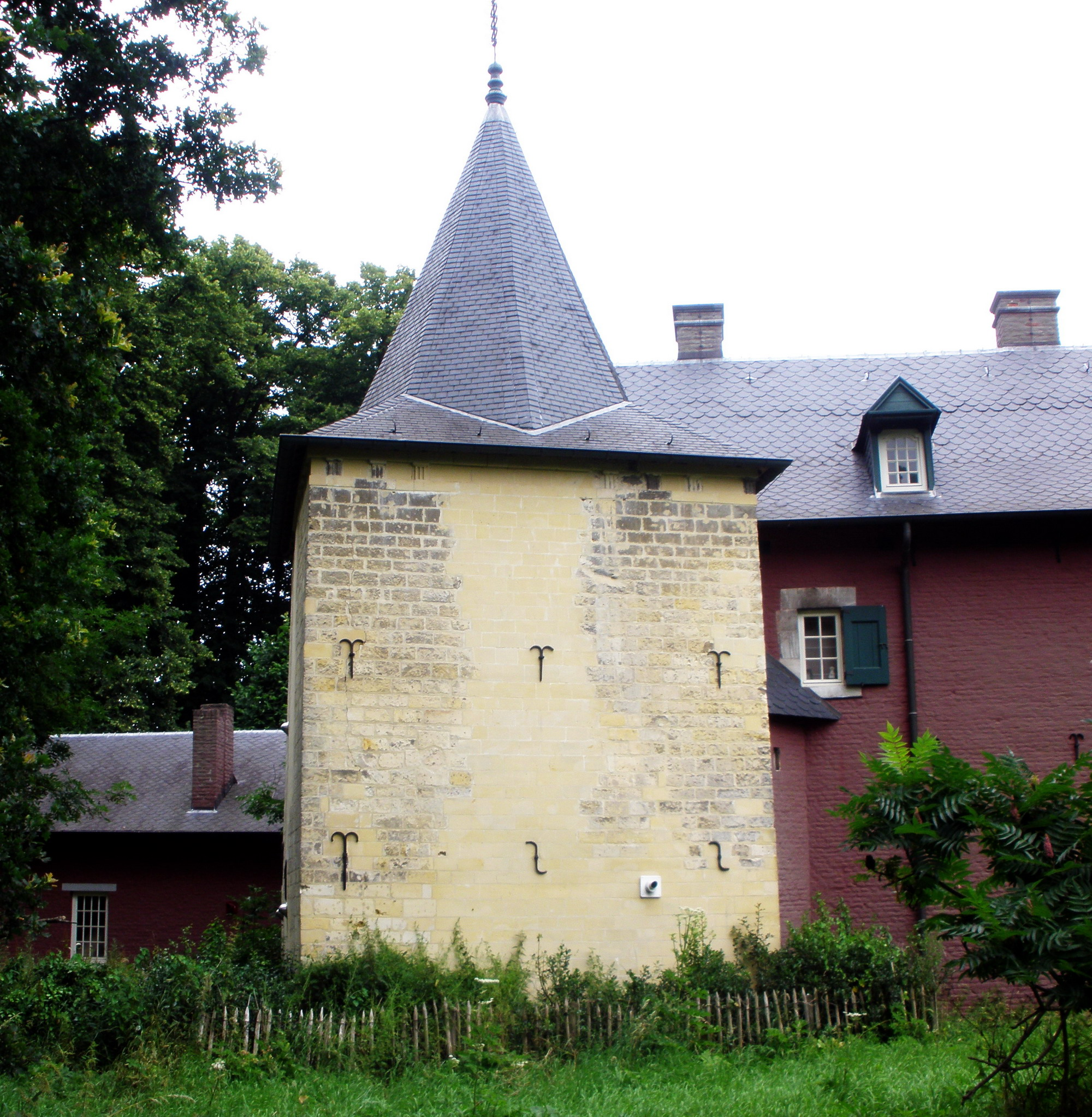
Hoektoren bijgebouw (ca. 1500)
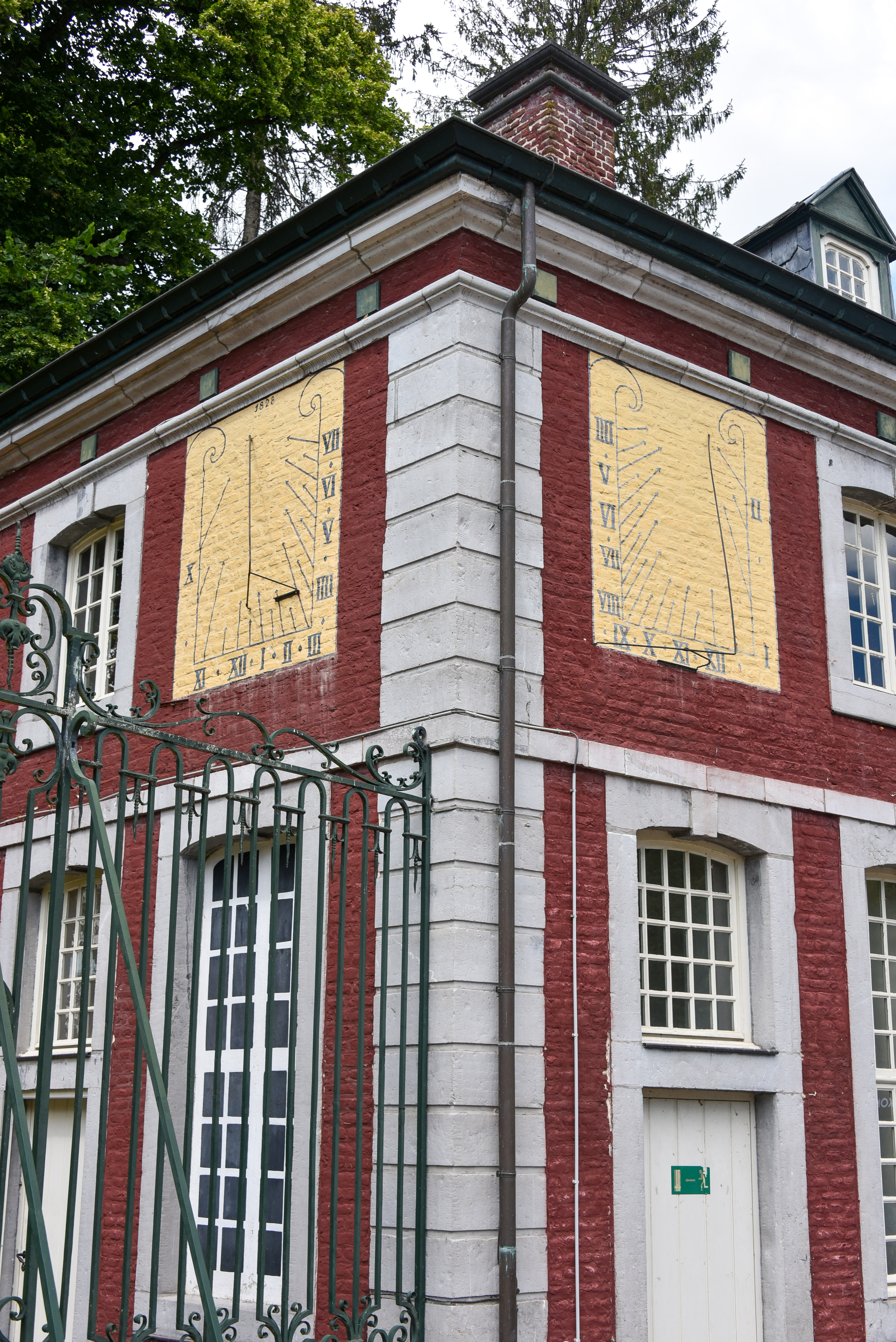
Dubbele zonnewijzer bij het kasteel van Leut